# Miguel Irigaray

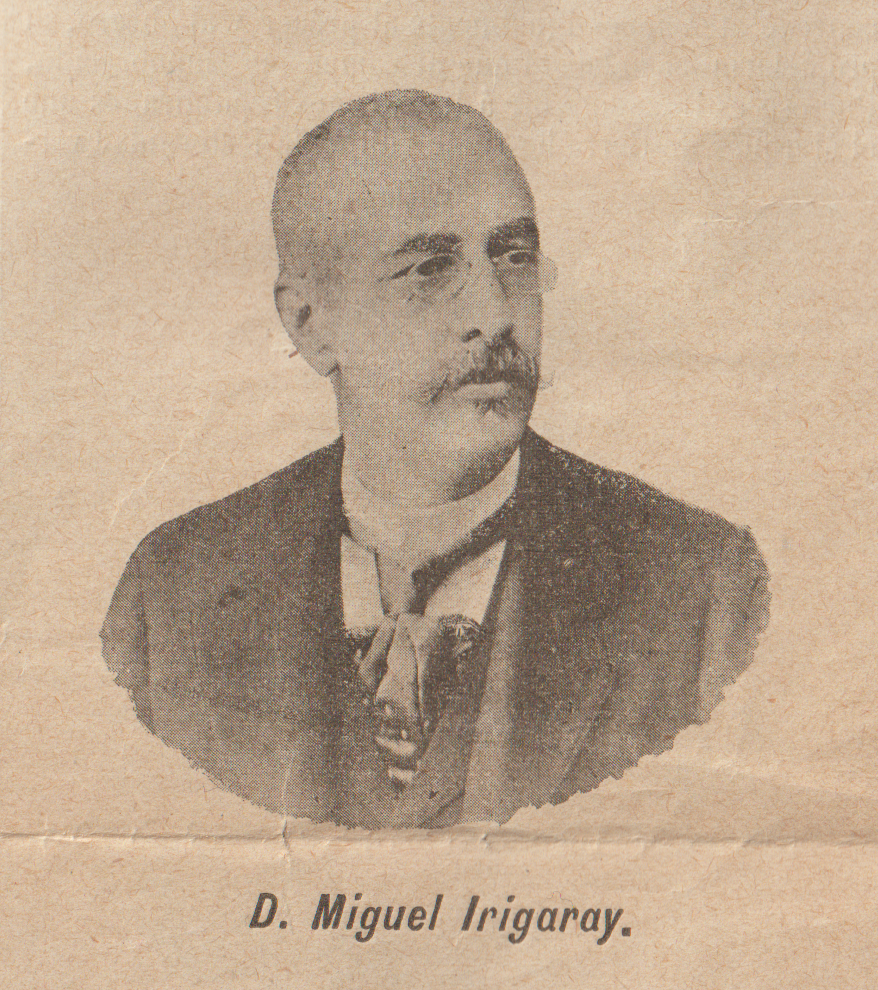
Miguel Irigaray

Miguel Irigaray y Gorría (Peralta, 29 de septiembre de 1850-†Málaga, 5 de diciembre de 1903) fue un abogado y político español carlista.

## Biografía
Era hijo de Anselmo Irigaray y Eusebia Gorría, naturales ambos de Peralta. En 1862 ingresó en el Seminario Conciliar de Pamplona, pero no pudo ordenarse sacerdote por motivos de salud.
Durante la tercera guerra carlista fue secretario de la Junta carlista de Guerra de Navarra, y un año después de terminar la contienda se hizo abogado.
Ejerció primero en Tafalla, pero en 1889 trasladó su bufete a Madrid, donde figuró entre los abogados más notables por su convincente oratoria. Fue diputado a cortes por Tudela en las elecciones de 1896 en la candidatura de «unión de católicos», y firmó en dicho año con el marqués de Cerralbo, el duque de Solferino y otros diputados carlistas, un manifiesto amenazando con abandonar las Cortes, como lo habían hecho los republicanos, en protesta por la política de caciquismo y tiranía. En 1901 y 1903 fue de nuevo diputado a Cortes por Aoiz.
Fue vicepresidente del Círculo Carlista de Madrid, en el que dio conferencias sobre asuntos de historia, de Marina y de Hacienda. Fue además colaborador habitual de El Correo Español, importante diario tradicionalista que defendió como abogado ante los tribunales cuando los gobiernos lo hicieron víctima de sus denuncias. También colaboró en periódicos como La Avalancha.
Debido a una enfermedad pulmonar, pasaba los inviernos en Málaga, ciudad de clima más favorable, donde falleció a finales de 1903.